# Ruslan Mašurenko
Ruslan Mašurenko (ukrajinsky Руслан Машуренко), (* 13. březen 1971) je bývalý reprezentant Ukrajiny v judu a sambu. Je majitelem bronzové olympijské medaile.

## Sportovní kariéra
Po rozpadu Sovětského svazu se dostal okamžitě do reprezentace nově vzniklého ukrajinského státu a patřil k předním zápasníkům této země. Na medaile útočil především z oprav, kde své soupeře porážel svojí bojovností. Jeho technika byla do velké míry ovlivněná sambem, ve kterém byl dokonce mistrem světa. Měl masivní levý úchop.
V roce 1996 na olympijských hrách v Atlantě prohrál s Rumunem Krojtorem na větší počet napomenutí a v opravách nestačil na Japonce Jošidu.
V roce 2000 prohrál v prvním kole olympijských her v Sydney s Francouzem Dmonfoku. Z oprav se dostal až do boje o 3. místo, ve kterém vyzval Kanaďana Morgena. Po 50 s zápasu ho chytil na zádech a technikou o-uči-gari poslal na ippon. Získal bronzovou medaili.
Po olympijských hrách v Sydney přešel mezi polotěžké váhy (do 100 kg), ale nebyl tak úspěšný. Vrcholovou kariéru ukončil po roce 2003

## Výsledky
| Turnaj             | 1993 | 1994 | 1995 | 1996 | 1997 | 1998 | 1999 | 2000 | 2001 | 2002 | 2003 |
| ------------------ | ---- | ---- | ---- | ---- | ---- | ---- | ---- | ---- | ---- | ---- | ---- |
| Olympijské hry     | –    | –    | –    | úč.  | –    | –    | –    | 3.   | –    | –    | –    |
| Mistrovství světa  | 5.   | –    | 5.   | –    | 5.   | –    | úč.  | –    | dns  | –    | dns  |
| Mistrovství Evropy | úč.  | 5.   | 3.   | 5.   | dns  | úč.  | úč.  | 3.   | úč.  | dns  | úč.  |